# Rumford Falls
Rumford Falls er en række vandfald på Androscoggin River i byen Rumford i den østlige del af staten Maine i USA.
Vandfaldene, var oprindeligt kendt som Pennacook Falls (Pennacook er et tidligere navn for Rumford) og det navn ses stadigt anvendt visse steder. Den samlede højde på faldene er 54 meter, hvilket gør dem til de højeste i USA, øst for Niagara.
I 1890'erne blev der anlagt et system af kanaler og dæmninger ved faldene, og der blev anlagt et elektricitetsværk. I dag producerer værket ca. 40.000 kilowatttimer, som især anvendes i Rumfords papirindustri. I søen ved kraftværket, kunne man tidligere finde en del laks, men i dag er søen mest hjemsted for forskellige arter ørred samt nogle få indlandslaks.

## Eksterne kilder
- Om Rumford Falls fra New England Waterfalls

44°32′22″N 70°32′39″V / 44.5395082°N 70.5442321°V